# Henri van der Aat
Henri van der Aat (5 februari 1957) is een Nederlands sportbestuurder. 
Van der Aat was onder meer commercieel directeur van AFC Ajax. Hij werd op 18 maart 2008 benoemd als algemeen directeur ad interim nadat Maarten Fontein was weggestuurd. Op 1 januari 2009 werd hij als algemeen directeur opgevolgd door Rik van den Boog. Hierna werd Van der Aat commercieel directeur in het bestuur naast Rik van den Boog.
Hiervoor was hij van augustus 2007 tot maart 2008 onder meer interim-directeur van de Rabobank-wielerploeg. Van der Aat was jarenlang werkzaam als Nederlands bondscoach bij het zeilen en als algemeen directeur van sportmarketingbureau Trefpunt.
Op 16 januari 2019 werd bekendgemaakt dat Van der Aat de nieuwe algemeen directeur wordt van NAC Breda, maar een week later bleek deze verbintenis niet door te gaan wegens privéomstandigheden van Van der Aat. Hij vervolgde zijn loopbaan bij een aantal sportmarketing bureaus.